# Luca Sartoretti
Pour les articles homonymes, voir Sartoretti.
Luca Sartoretti (né le 20 septembre 1995 à Ravenne) est un joueur italien de volley-ball. Il mesure 1,90 m et joue réceptionneur-attaquant.

## Biographie
Luca Sartoretti est le fils d'Andrea Sartoretti, ancien joueur professionnel international italien de volley-ball.

## Clubs
| Club                        | De        | À         |
| --------------------------- | --------- | --------- |
| Pallavolo Città di Castello | 2011-2012 | 2013-2014 |
| Modène Volley               | 2014-2015 | 2015-2016 |
| Modène Est (prêt)           | 2016-2017 | 2016-2017 |
| Audax Parme                 | 2017-2018 | ...       |

## Palmarès
- Championnat d'Italie (1) :
  - Vainqueur : 2016.
- Coupe d'Italie (1) :
  - Vainqueur : 2016.
- Supercoupe d'Italie (1) :
  - Vainqueur : 2015.